# Tres dies de De Panne-Koksijde 2013

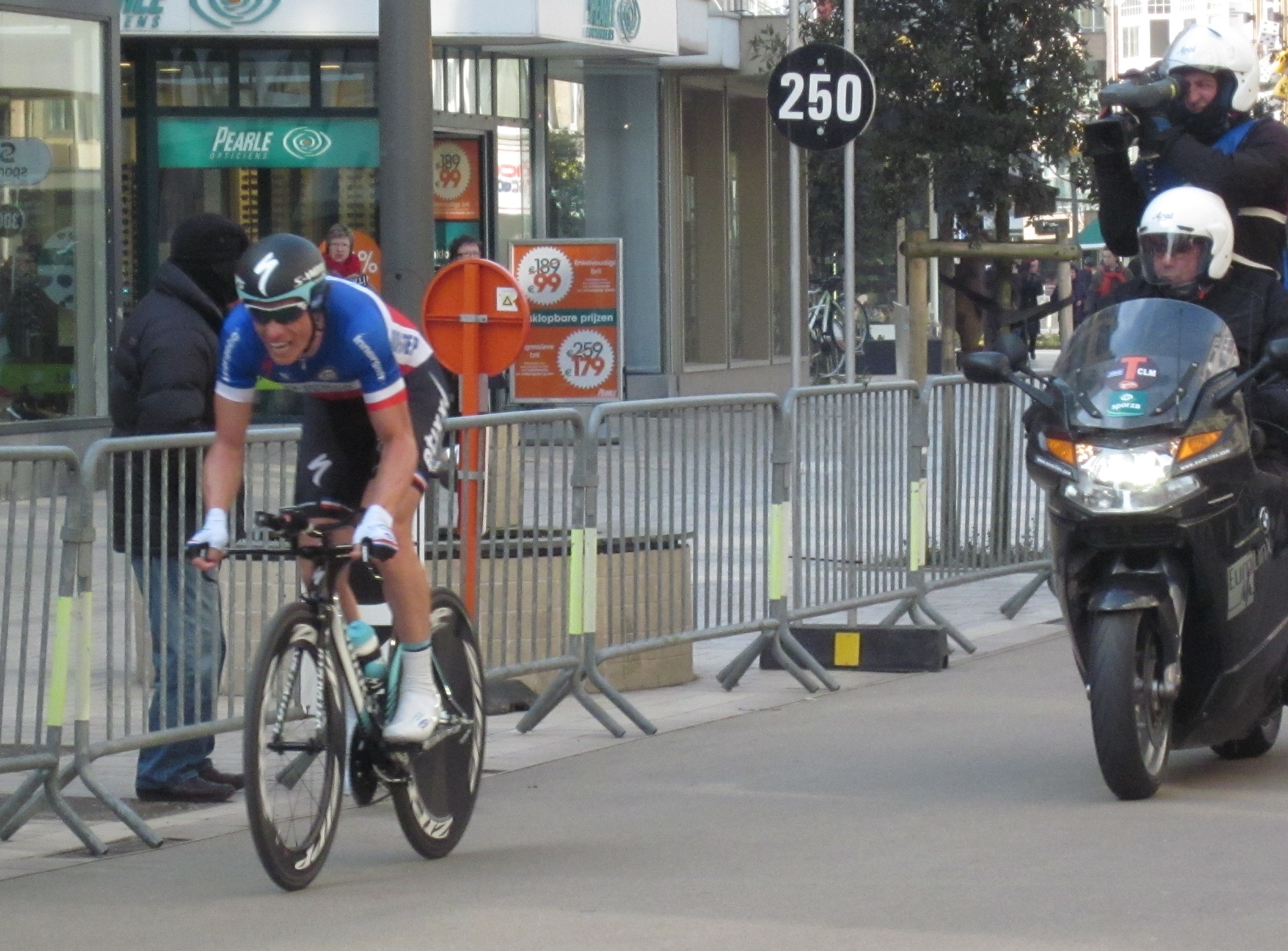
Imatge de Sylvain Chavanel durant la cursa de 2013.

Els Tres dies de De Panne-Koksijde 2013, 37a edició de la cursa ciclista Tres dies de De Panne-Koksijde, es van disputar entre el 26 i el 28 de març de 2013 sobre un recorregut de 528,5 quilòmetres repartits entre tres etapes, la darrera d'elles dividida en dos sectors, el segon d'ells una contrarellotge individual. La cursa formà part de l'UCI Europa Tour 2013 amb una categoria 2.HC.
El vencedor final fou el francès Sylvain Chavanel (Omega Pharma-Quick Step) que s'imposà per segon any consecutiu en aquesta cursa. Chavanel superà en 22" al noruec Alexander Kristoff (Team Katusha), gràcies a la bona contrarellotge individual final. El company de Chavanel, Niki Terpstra, acabà en tercera posició final.

## Equips participants
Amb una categoria 2.HC dins l'UCI Europa Tour, els equips UCI ProTeams poden representar fins a un 70% dels equips participants, mentre la resta poden ser equips continentals professionals, equips continentals belgues i un equip nacional belga.
- 10 ProTeams: Omega Pharma-Quick Step, Cannondale, Lotto-Belisol, Orica-GreenEDGE, Astana Qazaqstan Team, Argos-Shimano, Team Katusha, Lampre-Merida, Vacansoleil-DCM, FDJ,
- 11 equips continentals professionals: Team Europcar, Vini Fantini-Selle Italia, Bardiani Valvole-CSF Inox, Champion System, Topsport Vlaanderen-Baloise, NetApp-Endura, UnitedHealthcare, Crelan-Euphony, RusVelo, MTN-Qhubeka, Accent Jobs-Wanty
- 2 equips continentals: Team 3M, An Post–Chain Reaction

## Etapes
| Etapes | Data       | Recorregut             |  | Km    | Vencedor d'etapa         | Líder de la general      | Ref.        |
| ------ | ---------- | ---------------------- |  | ----- | ------------------------ | ------------------------ | ----------- |
| 1      | 26 de març | Middelkerke - Zottegem |  | 199,8 | Peter Sagan (SVK)        | Peter Sagan (SVK)        | [ 2 ] [ 3 ] |
| 2      | 27 de març | Oudenaarde - Koksijde  |  | 204,2 | Mark Cavendish (GBR)     | Arnaud Démare (FRA)      | [ 4 ] [ 5 ] |
| 3 A    | 28 de març | De Panne - De Panne    |  | 112,6 | Alexander Kristoff (NOR) | Alexander Kristoff (NOR) | [ 6 ] [ 1 ] |
| 3 B    | 28 de març | De Panne - De Panne    |  | 14,7  | Sylvain Chavanel (FRA)   | Sylvain Chavanel (FRA)   | [ 7 ] [ 1 ] |

## Classificació final
|    | Ciclista                       | Equip                   | Temps       |
| -- | ------------------------------ | ----------------------- | ----------- |
| 1  | Sylvain Chavanel (FRA)         | Omega Pharma-Quick Step | 12h 34' 28" |
| 2  | Alexander Kristoff (NOR)       | Team Katusha            | + 22"       |
| 3  | Niki Terpstra (NED)            | Omega Pharma-Quick Step | + 31"       |
| 4  | Johan Le Bon (FRA)             | FDJ                     | + 32"       |
| 5  | Lieuwe Westra (NED)            | Vacansoleil-DCM         | + 38"       |
| 6  | Tom Dumoulin (NED)             | Argos-Shimano           | + 51"       |
| 7  | Luke Durbridge (AUS)           | Orica-GreenEDGE         | + 52"       |
| 8  | David Boucher (FRA)            | FDJ                     | + 57"       |
| 9  | Guillaume Van Keirsbulck (BEL) | Omega Pharma-Quick Step | + 58"       |
| 10 | Mark Cavendish (GBR)           | Omega Pharma-Quick Step | + 1' 06"    |

## Evolució de les classificacions
| Etapa | Vencedor           | Classificació general | Classificació per punts | Classificació de la muntanya | Classificació dels esprints | Classificació per equips | Combativitat  |
| ----- | ------------------ | --------------------- | ----------------------- | ---------------------------- | --------------------------- | ------------------------ | ------------- |
| 1     | Peter Sagan        | Peter Sagan           | Peter Sagan             | Marco Haller                 | Koen Barbé                  | FDJ                      | Marco Haller  |
| 2     | Mark Cavendish     | Arnaud Démare         | Arnaud Démare           | Marco Haller                 | Koen Barbé                  | Omega Pharma-Quick Step  | Mattia Pozzo  |
| 3a    | Alexander Kristoff | Alexander Kristoff    | Alexander Kristoff      | Marco Haller                 | Koen Barbé                  | Omega Pharma-Quick Step  | Niko Eeckhout |
| 3b    | Sylvain Chavanel   | Sylvain Chavanel      | Alexander Kristoff      | Marco Haller                 | Koen Barbé                  | Omega Pharma-Quick Step  | no entregat   |
| Final | Final              | Sylvain Chavanel      | Alexander Kristoff      | Marco Haller                 | Koen Barbé                  | Omega Pharma-Quick Step  | Koen Barbé    |